# 椭圆曲线

椭圆曲线列表。图中所示的区域为（当时函数不光滑，因此不是椭圆曲线。）

在數學上，橢圓曲線（英語：Elliptic curve，縮寫為EC）為一平面代數曲線，由如下形式的方程定义
{\displaystyle y^{2}=x^{3}+ax+b\,}，
且满足其是無奇點的；亦即，其圖形沒有尖點或自相交。（当系数域的特征为2或3时，上面的方程不能涵盖所有非奇异的三次曲线；见下面的#一般域上的椭圆曲线。）
正式地，椭圆曲线是光滑的、射影的、亏格为1的代数曲线，其上有一个特定的点O。椭圆曲线是阿贝尔簇 – 也就是说，它有代数上定义的乘法，并且对该乘法形成阿贝尔群 – 其中 O即为单位元。
若{\displaystyle y^{2}=P(x)\,}，其中P為任一沒有重根的三次或四次多項式，然後可得到一虧格1的無奇點平面曲線，其通常亦被稱為橢圓曲線。更一般化地，一虧格1的代數曲線，如兩個三維二次曲面相交，即稱為橢圓曲線。
运用椭圆函数理论，可以证明定义在复数上的椭圆曲线对应于环面在复射影平面内的嵌入。环面也是一个阿贝尔群，事实上，这个对应也是一个群同构。
椭圆曲线的形狀不是椭圆。命名為椭圆曲线的原因是此曲线原來和椭圆函数有關。在拓扑学上，複數的椭圆曲线是环面，而複數的椭圆會是球面。

## 实数域

曲线和的图像

尽管椭圆曲线的正式定义需要一定的代数几何背景，在实数上的椭圆曲线的一些特征可以使用入门级别的代数与几何来描绘。
这种情况下，椭圆曲线是由下列方程定义的平面曲线：
{\displaystyle y^{2}=x^{3}+ax+b}
其中{\displaystyle a}和{\displaystyle b}为实数。这类方程被称为魏尔斯特拉斯方程。
椭圆曲线的定义也要求曲线是非奇异的。几何上来说，这意味着图像里面没有尖点、自相交或孤立点。代数上来说，这成立当且仅当判别式
{\displaystyle \Delta =-16(4a^{3}+27b^{2})}
不等于0。（尽管这里的因子−16与曲线是否是非奇异的无关，这样定义判别式在对椭圆曲线进行更深入的研究时有用。）
非奇异椭圆曲线的（实）图像在判别式为正的时候有两个连通分量，在判别式为负时则有一个连通分量。例如，在本小节的图像中，第一个曲线的判别式为64，而第二个曲线的判别式为−368。

## 群律
在射影平面上，可以定義任意光滑三次曲線的群結構。若以Weierstrass正規式表示，曲線會多一個無窮遠點{\displaystyle O}，其齐次坐标 [0:1:0]，也是群的單位元。.
因為曲線的對稱軸是X軸，假定任意點{\displaystyle P}，可以在相對X軸的位置找到點{\displaystyle -P}，令{\displaystyle -O}即為{\displaystyle O}。
若{\displaystyle P}和{\displaystyle Q}是曲線上的二點，可以用以下的方式定義唯一的第三點{\displaystyle P+Q}。先劃出通過{\displaystyle P}和{\displaystyle Q}的直線，大多數的情形下，此直線會和曲線交於第三點{\displaystyle R}，令{\displaystyle P+Q}為{\displaystyle -R}，是{\displaystyle R}相對X軸的對應點。
在少數的情形下，以上的定義會不適用，分別是有關無窮遠點的情形，以及兩點重合的情形。若其中有一點是無窮遠點{\displaystyle O}，則定義{\displaystyle P+O=P=O+P}，因此{\displaystyle O}是群的單位元，若{\displaystyle P}和{\displaystyle Q}是以X軸為對稱軸的對稱點，則定義{\displaystyle P+Q=O}。若{\displaystyle P=Q}，只有一個點，無法定義通過兩點的線，則改用通過該點的切線代替。大部份的心情形下，切線會和曲線有另一個交點{\displaystyle R}，因此可以找到{\displaystyle -R}。若{\displaystyle P}恰好是曲率符號改變的拐点，切線和曲線沒有其他交點，則令{\displaystyle R}等於{\displaystyle P}，因此{\displaystyle P+P}就是{\displaystyle -P}。
若曲線不是Weierstrass正規式，可以定義群結構，指定九個拐點中的一個為單位元{\displaystyle O}。在射影平面上，每一條線都會和曲線有三個交點。對於一點{\displaystyle P}，{\displaystyle -P}就是通過{\displaystyle O}和{\displaystyle P}的直線，和曲線相交的第三點。對於任意{\displaystyle P}和{\displaystyle Q}，{\displaystyle P+Q}定義為{\displaystyle -R}，而{\displaystyle R}是通過{\displaystyle P}和{\displaystyle Q}的直線，和曲線相交的第三點。
令{\displaystyle K}是曲線定義所在的域，且令曲線為{\displaystyle E}，則{\displaystyle E}的{\displaystyle K}-有理點是曲線{\displaystyle E}上的點，且座標在{\displaystyle K}的域內，包括無窮遠點。{\displaystyle K}-有理點的集合是{\displaystyle E(K)}，本身也是一個群，因為根據多項方程式的性質可得：若{\displaystyle P}在{\displaystyle E(K)}內，則{\displaystyle -P}也在{\displaystyle E(K)}內，若{\displaystyle P}, {\displaystyle Q}和{\displaystyle R}中有兩點在{\displaystyle E(K)}內，則第三點也一樣。而且，若{\displaystyle K}是{\displaystyle L}的子域，則{\displaystyle E(K)}就是{\displaystyle E(L)}的子群。
上面的群可以用代數方式定義。給定域{\displaystyle K}（其中{\displaystyle K}的特徵值非2或者3）上的曲線{\displaystyle E:y^{2}=x^{3}-px-q\,}，及非無窮遠點{\displaystyle P(x_{P},y_{P}),Q(x_{Q},y_{Q})\in E}。先假設{\displaystyle x_{P}\neq x_{Q}}，設{\displaystyle s={\frac {y_{P}-y_{Q}}{x_{P}-x_{Q}}}}（因{\displaystyle K}是域，{\displaystyle s}有定義）。定義{\displaystyle R=P+Q\,}。
因为{\displaystyle P,Q,R}共线，令该直线{\displaystyle F}的方程为{\displaystyle y=sx+d\,}。直线{\displaystyle F}与曲线{\displaystyle E}相交，有：
{\displaystyle (sx+d)^{2}=x^{3}+ax+b}
展開後可以得到：
{\displaystyle x^{3}-s^{2}x^{2}-2sdx+ax+b-d^{2}=0}
{\displaystyle P,Q,R}是两個方程式的交点，即方程的解：
{\displaystyle (x-x_{P})(x-x_{Q})(x-x_{R})=x^{3}+(-x_{P}-x_{Q}-x_{R})x^{2}+(x_{P}x_{Q}+x_{P}x_{R}+x_{Q}x_{R})x-x_{P}x_{Q}x_{R}}
替换系数后可得：
{\displaystyle x_{R}=s^{2}-x_{P}-x_{Q}\,}
{\displaystyle y_{R}=s(x_{P}-x_{R})\,-y_{P}}
若{\displaystyle x_{P}=x_{Q}\,}：
- 若{\displaystyle y_{P}=-y_{Q}\,}，{\displaystyle P+Q=0\,}。
- 若{\displaystyle y_{P}=y_{Q}\,}，{\displaystyle R=2P\,}。將{\displaystyle E}微分後可以得到：

{\displaystyle s={\frac {3{x_{P}}^{2}+a}{2y_{P}}}\,}
{\displaystyle x_{R}=s^{2}-2x_{P}\,}
{\displaystyle y_{R}=-y_{P}+s(x_{P}-x_{R})\,}

## 一般域
椭圆曲线可以被定义在任意域{\displaystyle K}上；椭圆曲线的正式定义是{\displaystyle K}上的亏格为1的非奇异射影代数曲线，并具有一个定义在K特殊的点。
如果{\displaystyle K}的特征不等于2或3，那么{\displaystyle K}上每个椭圆曲线都能写成如下形式
{\displaystyle y^{2}=x^{3}-px-q}
其中{\displaystyle p}和{\displaystyle q}为{\displaystyle K}中的元素，使得右手边的多项式{\displaystyle x^{3}-px-q}没有二重根。如果特征等于2或3，那么需要保留更多项：在特征为3的情况下，最一般的方程具有如下形式
{\displaystyle y^{2}=4x^{3}+b_{2}x^{2}+2b_{4}x+b_{6}}
这里常数{\displaystyle b_{2}}, {\displaystyle b_{4}}, {\displaystyle b_{6}}可以任取，但需满足使得右手边的多项式无重根（写成这个形式有历史原因）。在特征为2的情况下，即使是这种形式也不够，其最一般的方程为
{\displaystyle y^{2}+a_{1}xy+a_{3}y=x^{3}+a_{2}x^{2}+a_{4}x+a_{6}}
需满足所定义的簇是非奇异的。

## 其他表示
- 黑森曲线（英语：Hessian form of an elliptic curve）
- 爱德华曲线（英语：Edwards curve）
- 扭曲线（英语：Twists of curves）
- 扭黑森曲线（英语：Twisted Hessian curves）
- 扭爱德华曲线（英语：Twisted Edwards curve）
- 雅可比曲线（英语：Jacobian curve）

## 应用
- 椭圆曲线密码学

## 外部連結
- The Mathematical Atlas: 14H52 Elliptic Curves
- 埃里克·韦斯坦因. . MathWorld.